# Magali, Piriyapatna
Magali là một làng thuộc tehsil Piriyapatna, huyện Mysore, bang Karnataka, Ấn Độ.